# Huos
Huos is een gemeente in het Franse departement Haute-Garonne (regio Occitanie) en telt 453 inwoners (2004). De plaats maakt deel uit van het arrondissement Saint-Gaudens.

## Geografie
De oppervlakte van Huos bedraagt 4,1 km², de bevolkingsdichtheid is 110,5 inwoners per km².
De onderstaande kaart toont de ligging van Huos met de belangrijkste infrastructuur en aangrenzende gemeenten.

## Demografie
Onderstaande figuur toont het verloop van het inwonertal (bron: INSEE-tellingen).